# 가케가와역
가케가와역(일본어: 掛川駅 카케가와에키[*])은 일본 시즈오카현 가케가와시에 위치한 도카이 여객철도 소속의 철도역이며, 도카이도 신칸센의 정차역이다. 승강장 구조는 신칸센은 2면 2선, 지상역의 경우 2면 3선으로 되어 있다.

## 접속 노선
- 도카이 여객철도
  - 도카이도 신칸센
  - 도카이도 본선
- 덴류하마나코 철도
  - 덴류하마나코 선

## 승강장
| 1     | ■ 도카이도 본선   | 상행 | 시즈오카 · 누마즈 방면                  |
|       | ■ 도카이도 본선   | 하행 | 하마마쓰 · 도요하시 방면                |
| 2     | ■ 도카이도 본선   | 상행 | 시즈오카 · 누마즈 방면                  |
| 3     | ■ 도카이도 본선   | 하행 | 하마마쓰 · 도요하시 방면                |
| 4     | ■ 도카이도 신칸센 | 상행 | 시즈오카 · 도쿄 방면                    |
| 5     | ■ 도카이도 신칸센 | 하행 | 나고야 · 신오사카 방면                  |
| 1 · 2 | ■ 덴류하마나코 선 |      | 엔슈모리 · 덴류후타마타 · 신조하라 방면 |

## 인접 정차역
| 도카이 여객철도 도카이도 신칸센   | 도카이 여객철도 도카이도 신칸센    | 도카이 여객철도 도카이도 신칸센    |
| --------------------------------- | ---------------------------------- | ---------------------------------- |
| 시즈오카 도쿄 방면                | ■ 도카이도 · 산요 신칸센 고다마 호 | 하마마쓰 오카야마 방면             |
| 도카이 여객철도 도카이도 본선     |                                    |                                    |
| 기쿠가와 도쿄 방면                | ■ 도카이도 본선                    | 아이노 고베 방면                   |
| 덴류하마나코 철도 덴류하마나코 선 |                                    |                                    |
| 시·종착역                         | ■덴류하마나코 선                   | 가케가와시야쿠쇼마에 신조하라 방면 |